# 紫陽花アイ愛物語
「紫陽花アイ愛物語」（あじさいあいあいものがたり）は、美勇伝の3枚目のシングル。2005年5月25日発売。

## 概要
- 初回限定盤には美勇伝フォトカード1種と握手会参加券が封入されている。
- 石川梨華がモーニング娘。を卒業して初めてとなる楽曲。
- キッズステーションアニメ『パタリロ西遊記!』オープニングテーマ。

## 収録曲
1. 紫陽花アイ愛物語
作詞：角田崇徳・斉藤未悠 作曲・編曲：角田崇徳
2. 曖昧ミーMIND
作詞：森村メラ 作曲：Joey Carbone・Steven Lee 編曲：MOTO
3. 紫陽花アイ愛物語(Instrunmental)

## 参加ミュージシャン
紫陽花アイ愛物語
- プログラミング&ギター：角田崇徳

曖昧ミーMIND
- プログラミング&ギター：MOTO
- コーラス：森村メラ・MOTO